# Meningeom
Ein Meningeom (synonym: Meningiom, griechisch-lateinisch: Meningeoma, englisch: meningioma) ist ein meistens benigner („gutartiger“) intrakranieller Tumor. Er entsteht durch die Entartung von Zellen der Arachnoidea (einer Hirnhautschicht). Charakteristisch ist sein langsames und verdrängendes Wachstum. Maligne („bösartige“) Entartungen sind selten. 20 bis 25 % aller primären Tumoren des Zentralnervensystems sind Meningeome.

## Vorkommen
Das Haupterkrankungsalter liegt im 5. Lebensjahrzehnt, wobei Frauen im Verhältnis 3:2 häufiger betroffen sind. Ein multiples Auftreten von Meningeomen ist charakteristisch für die Neurofibromatose Typ 2. In bis zu 19 % der Fälle treten mehrere Läsionen gleichzeitig auf (Multiple Meningiome, Meningiomatosis).

## Ursachen
Die meisten Meningeome entstehen sporadisch. Am häufigsten finden sich genetische Veränderungen bestimmter Tumorsupressorproteine, von denen ein Verlust von NF2 in bis zu 60 % der Fälle beobachtet wird. Bestimmte Genveränderungen treten nur in bestimmten morphologischen Varianten auf, so finden sich KLF4 (K409Q)-Punktmutationen nur bei sekretorischen Meningeomen, während AKT1 (E17K)-Mutationen mit meningeothelialen und transitionalen Varianten assoziiert sind. Meningeome können auch als Spätfolgen einer vorausgegangenen Strahlentherapie auftreten. Zahnärztliche Röntgendiagnostik in der Vorgeschichte scheint abhängig vom Alter zum Zeitpunkt der Aufnahme und der verwendeten Röntgentechnik das Risiko, an einem Meningeom zu erkranken, erhöhen zu können.

## Einteilung
Nach der WHO-Klassifikation der Tumoren des zentralen Nervensystems sind derzeit folgende 3 Tumorgrade bekannt, die sich in  Rezidivhäufigkeit und Prognose unterscheiden:
- Grad I (gutartig), 80–90 %, pleomorph, operativ meist komplett entfernbar, gute Prognose,
- Grad II (atypisch), 5–15 %, schnelleres Wachstum, häufiger Rezidive
- Grad III (anaplastisch), 1–3 %, bösartig, infiltratives Wachstum. Zu dieser Gruppe gehören anaplastisches Meningeom, leptomeningeales Sarkom, meningeales Sarkom und meningotheliales Sarkom

## Pathologie

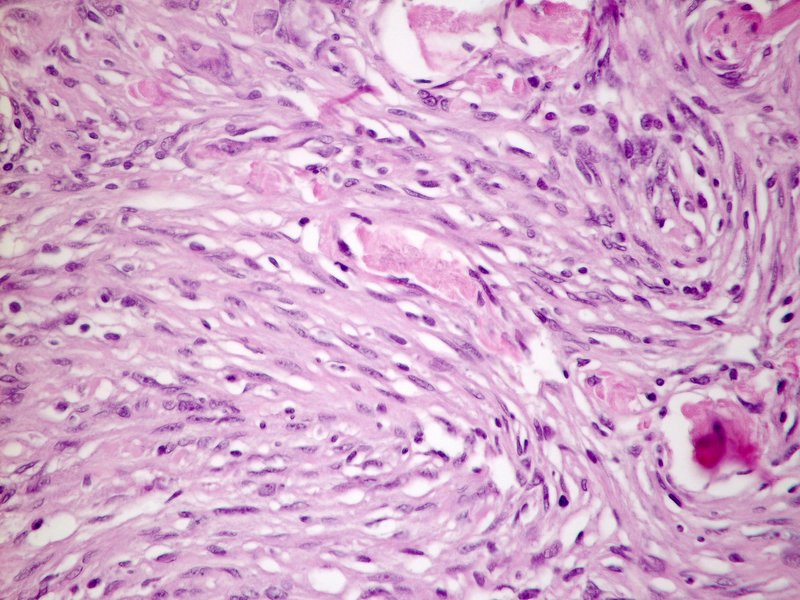
Fibröses Meningeom (Grad I WHO)

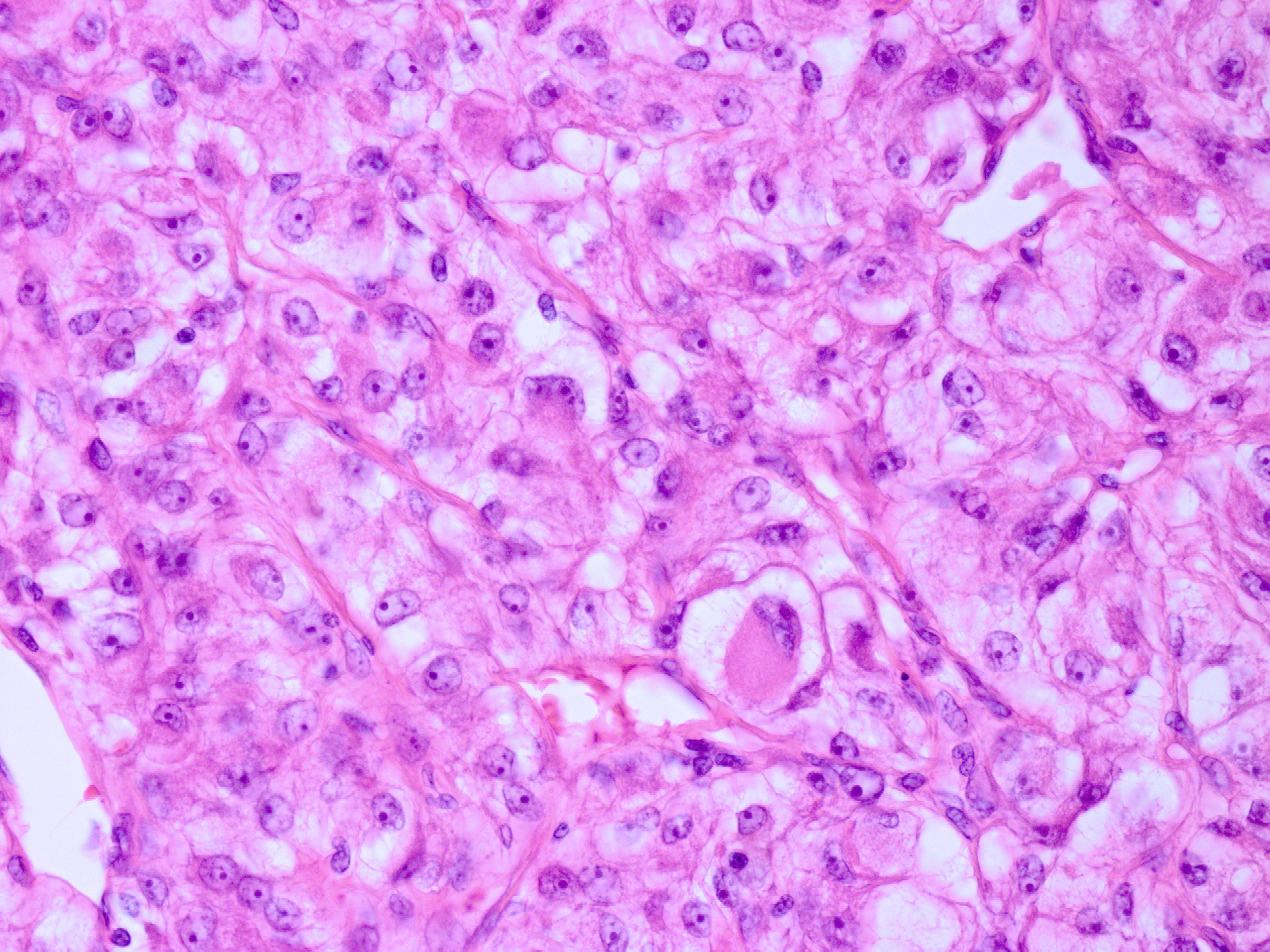
Rhabdoides Meningeom (Grad III WHO)

Meistens befinden sich Meningeome an der Falx cerebri, am Keilbeinflügel, an der Olfaktoriusrinne und setzen sich in der Regel gut vom angrenzenden Hirngewebe ab. Die Schnittfläche sieht grau und körnig aus. In manchen Formen ist im Mikroskop eine Zwiebelschalenformation der Tumorzellen zu beobachten. Verkalken diese, werden sie Psammomkörper genannt.
Makroskopie: abgekapselte, rundliche, grau-weiße Tumoren von prall-elastischer und derber Konsistenz. Sie heften fest der Dura an und komprimieren das angrenzende Hirngewebe. Häufig kommt eine Dura- und/oder Knocheninfiltration mit Hyperostose des anliegenden Knochens vor. Die Meningeome sind hypervaskularisiert, es können sich Furchen in den Knochen bilden (siehe Sulci arteriosi durch Arteria meningea media).
Histologie: Bestimmte morphologische Varianten werden direkt einem bestimmten WHO-Grad zugeordnet. So werden meningeotheliomatöse, fibromatöse, sekretorische, mikrozytische, transitionale, psammomatöse und angiomatöse Meningeome zu den WHO-Grad-I-Tumoren gezählt. Das chordoide und das klarzellige Meningeom entsprechen einem WHO Grad II, während papilläre und rhabdoide Meningeome zu den WHO-Grad-III-Meningeomen gerechnet werden.

## Symptome
Zu den geschilderten Beschwerden gehören Kopfschmerzen und neurologische Ausfälle. In der Schwangerschaft kann das Wachstum der Meningeome beschleunigt verlaufen, eine mögliche Erklärung sind die in den Tumorzellen regelmäßig vorhandenen Progesteron-Rezeptoren. Zufällig entdeckte Meningeome können auch gar keine Symptome hervorrufen und müssen, wenn sie nicht rasch größer werden, nicht unbedingt operiert werden.

## Diagnostik
Das bildgebende Verfahren der ersten Wahl ist beim Meningeom heute die Kernspintomografie, da dieses Verfahren den größten Weichteilkontrast besitzt und in typischen Fällen die sichere Diagnose eines Meningeoms ermöglicht. In T2-gewichteten Aufnahmen stellen sich verkalkte Meningeome im Gegensatz zu vielen anderen Tumoren als schwarze Masse (hypointens) dar, die dunkler als das umgebende Hirngewebe ist. Unverkalkte Meningeome können zur Umgebung isointens sein. Von anderen Tumoren unterscheiden sich Meningeome durch ihre Lage auf der Dura mater mit charakteristischen Ausläufern in die Dura (dural tails) und durch eine sehr intensive Kontrastmittelaufnahme.
Die Computertomographie kann die Tumorverkalkungen sehr gut nachweisen. Konventionelles Röntgen und Angiographie haben heute nur noch eine untergeordnete Bedeutung.
Die meisten Meningeome wachsen sphärisch oder globulär unter Beibehaltung ihrer soliden Masse. In manchen Fällen können sie Hirnhäute, Knochen oder auch venöse Blutleiter durchbrechen. Liegt eine Infiltration des Sinus sagittalis superior vor, werden die Meningeome in 6 verschiedene Subtypen nach Sindou eingeteilt. Daneben beobachtet man bevorzugt im Os sphenoidale eine plaqueförmige Ausbreitung.

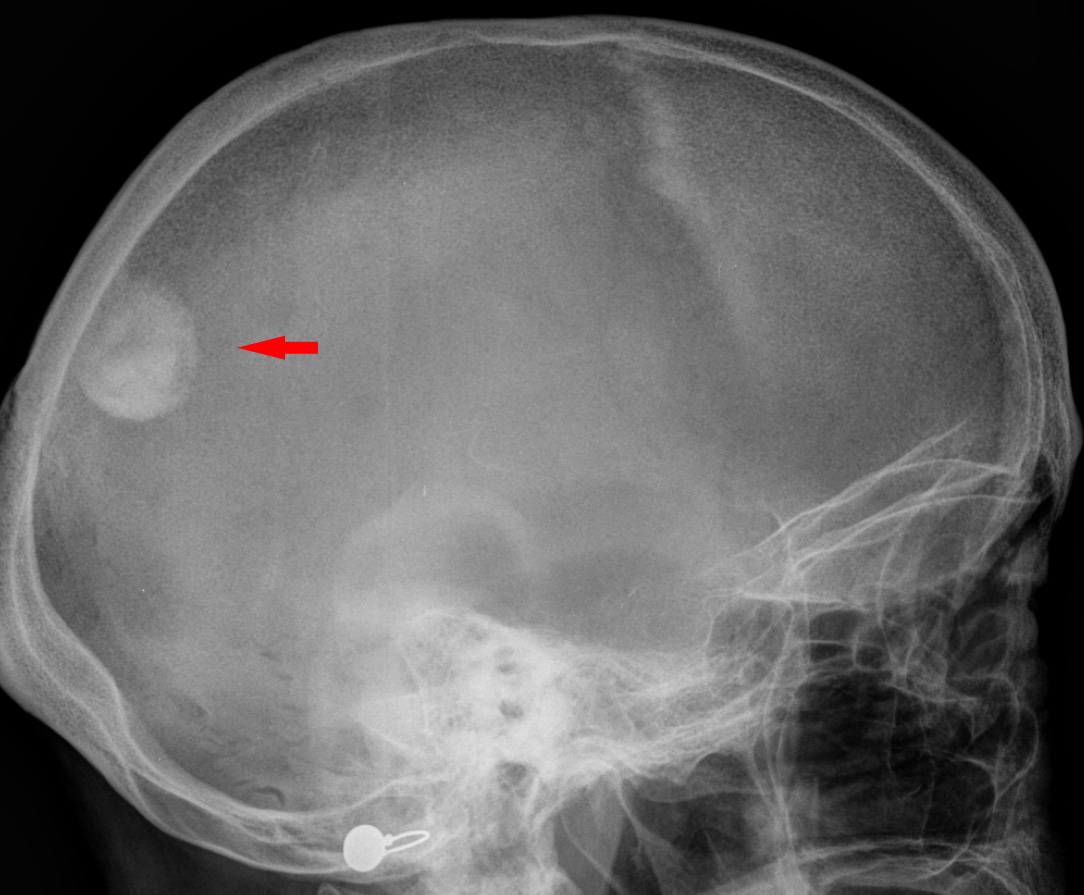
Meningeom im Röntgenbild des Schädels
Kontrastmittel aufnehmendes Meningeom der linken Hemisphäre in der Computertomographie
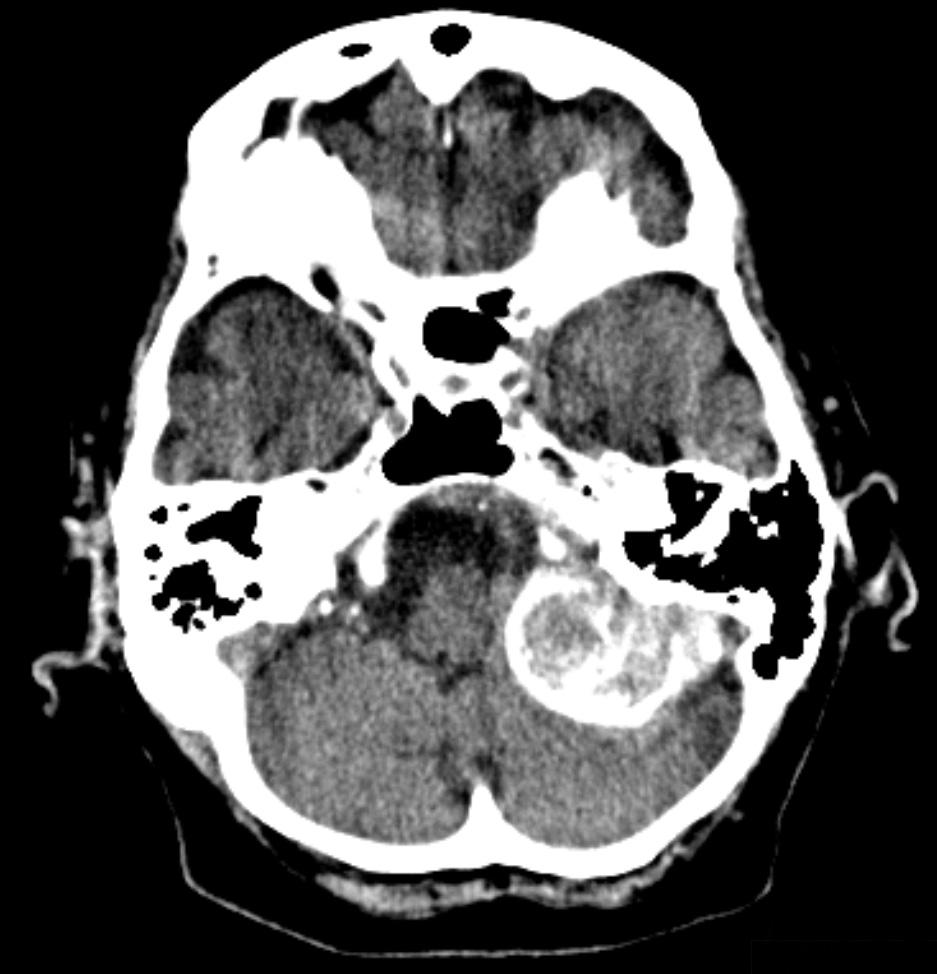
Großes Felsenbeinmeningeom in der Computertomographie
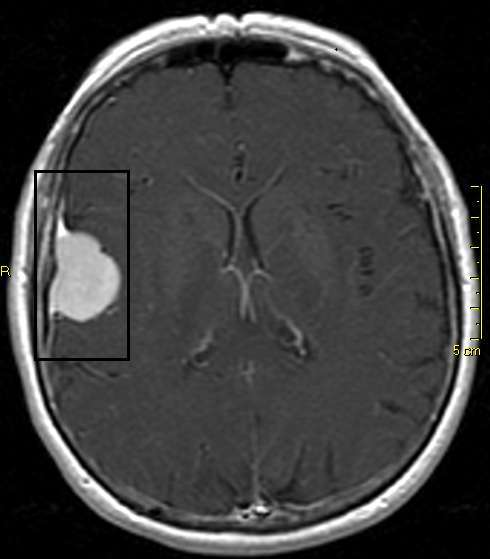
Typische randständige Lokalisation eines Meningeoms rechts (Kernspintomographie, T1-gewichtet mit Kontrastmittel)
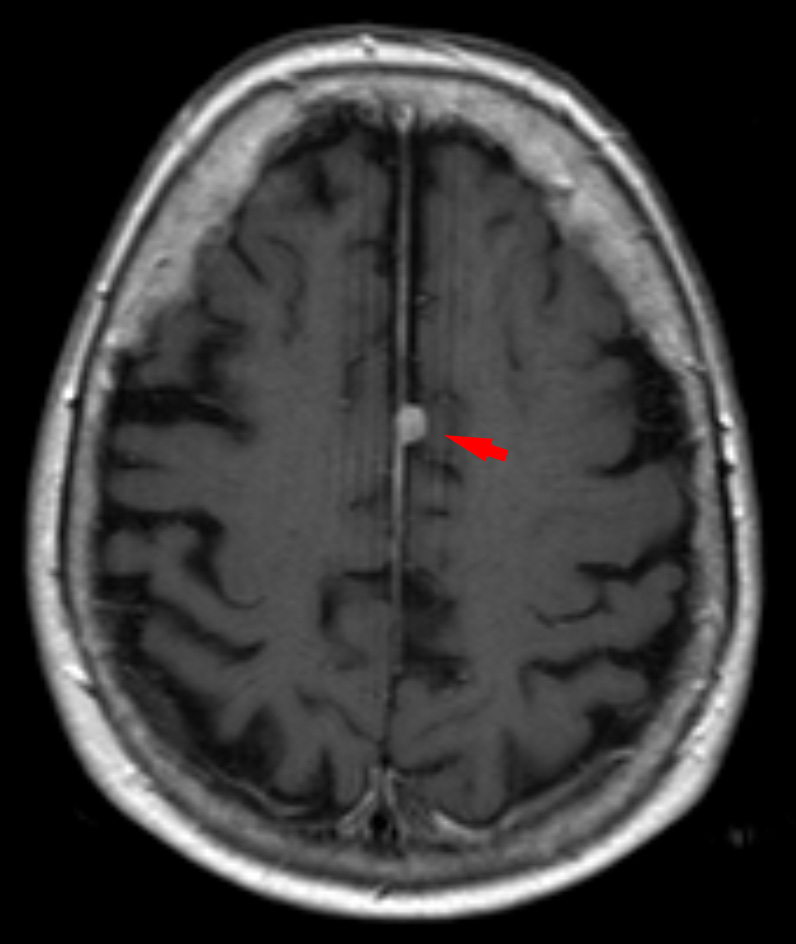
Falxmeningeom in der Kernspintomographie: T1 mit Kontrastmittel
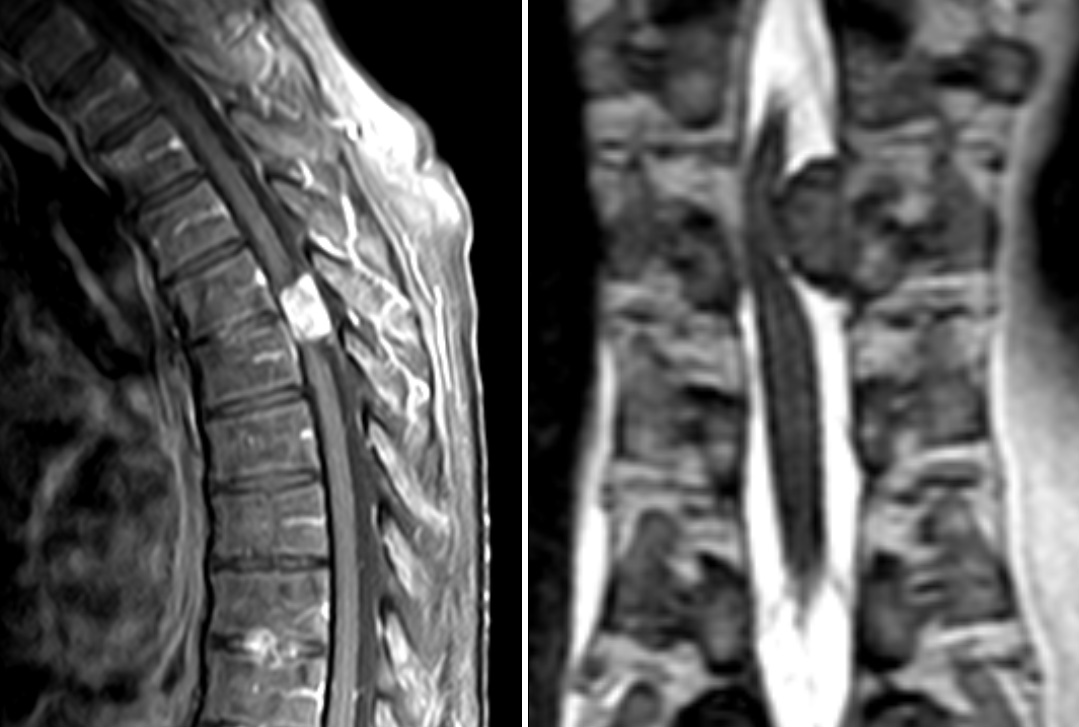
Meningeom im Spinalkanal Kernspintomographie. Links T1 sagittal mit Kontrastmittel, rechts T2 coronar

## Therapie
Die neurochirurgische Entfernung des Tumors ist die Therapie der Wahl. Eine Option kann hier bei gefäßreichen Tumoren die präoperative Embolisation sein. Eventuell kann auch eine Strahlentherapie oder Radiochirurgie (Gamma-Knife oder Cyberknife) durchgeführt werden. Kann ein Meningeom nicht komplett operativ entfernt werden, so kann auch nach der Operation eine Bestrahlung der verbliebenen Tumorreste erfolgen, um die Wahrscheinlichkeit für ein erneutes Tumorwachstum zu reduzieren. Kleine Meningeome ohne Wachstumstendenz bei älteren Personen müssen nicht unbedingt entfernt werden.
Insbesondere bei größeren Meningeomen mit komplexer (nicht kugeliger) Form und Nahebeziehung zu strahlensensiblen Organen wie z. B. Sehnerv oder Hypophyse (Hirnanhangsdrüse, steuert die Hormondrüsen im Körper) empfiehlt sich die schonendere fraktionierte stereotaktische Bestrahlung. Bei der stereotaktischen Präzisionsbestrahlung per Linearbeschleuniger erzeugt man Röntgenstrahlung. Durch einen softwaregesteuerten Mikro-Multi-Leaf-Kollimator (MMLC) wird die Bestrahlungsdosis an die Form des Tumors angepasst. Bei dem Multi-Leaf-Kollimator handelt es sich um bewegliche Metallblenden von je 3 mm Dicke, die individuell verstellbar sind und so gesundes Gewebe verdecken und schützen können. Die Lagerung erfolgt hier nicht wie bei der Gamma-knife-Bestrahlung über einen Metallrahmen, der am Kopf angeschraubt wird, sondern über eine spezielle Maske (thermoplastische Kopfmaske), die individuell anmodelliert und vor jeder Behandlungssitzung aufgesetzt wird. Diese Form der Hochpräzisionsbestrahlung wird in speziell ausgerüsteten Abteilungen für Strahlentherapie angeboten. Der Vorteil der Aufteilung der Bestrahlung auf mehrere Sitzungen liegt in der besseren DNA-Reparaturmöglichkeit der Zellen gesunder Gewebe in den Pausen zwischen zwei Bestrahlungssitzungen. Durch diese Erholung (genannt Fraktionierungseffekt) kann das Risiko für schwerwiegende Nebenwirkungen durch die Bestrahlung zusätzlich gesenkt werden.
Neuere Ansätze in der Behandlung von Meningeomen beschäftigen sich mit dem zusätzlichen Einsatz von Blutgefäßwachstum bzw. Tumorwachstum hemmenden Medikamenten. Hierbei wird versucht insbesondere bei wiederkehrenden aggressiveren Meningeomen, die nicht mehr operiert oder erneut bestrahlt werden können, zu behandeln. Dieser Ansatz ist aber noch experimentell und kein Standardverfahren.

## Geschichte
Im 18. und 19. Jahrhundert wurden Meningeome als Fungus bezeichnet. Erstmals genauer beschrieben wurden diese Tumoren 1829 von Jean Cruveilhier. Den Begriff Meningeom prägte Harvey Cushing in seiner mit Louise Eisenhardt 1938 veröffentlichten Monografie Meningeomas. Rudolf Virchow nahm 1864 an, dass es sich um Sarkome handelt, weswegen man die Mengingeome zunächst für bösartig hielt. Im Jahr 1887 gelang W. W. Keen in den USA erfolgreich die operative Entfernung eines Meningeoms.